# State of Mind (album Holly Valance)
State Of Mind è il secondo album studio della cantante australiana Holly Valance, pubblicato nel 2003 dall'etichetta London Records. Ha ricevuto scarso successo commerciale soprattutto in Europa e la natia Australia, al contrario ha ricevuto parecchio successo in Giappone, dove l'album ha ricevuto lo status di disco d'oro. Proprio per lo scarso successo commerciale sarà estratto un solo singolo promozionale.

## Il disco
Si tratta di un disco con suoni elettronici anni '80 in tipico stile New Wave. È nettamente differente dall'album precedente Footprints, dove la cantante spaziava tra ritmi orientali e pop da discoteca. Il disco è stato voluto dalla cantante come lei stessa afferma:
<<È completamente qualcosa di differente, perché in quel periodo ascoltavo ritmi Rock, Dance e Elettronici e mi piacevano tutti in egual modo. Ho pensato vediamo cosa succede se mettiamo questi generi tutti insieme. Il team con cui lavoravo piaceva l'idea, così tutti lavoravamo sulla stessa linea e nello stesso modo. Quello che volevamo era qualcosa di oscuro e un po' forte. È un vero album Upbeat ed è quello che volevamo fare.>>.
Le critiche furono ottime, addirittura la celebre rivista All Music inglese dava quasi 5 stelle (il massimo) all'album indicandolo come <<un album consistente che da credibilità e visibilità alla Valance anche in altri ambiti>>. Al disco Holly ha collaborato sia con la stesura di alcuni testi sia per quanto riguarda la musica, cercando di restare sempre in tema con l'album stesso.
Il singolo State of Mind è una traccia elettro-dance che All Music indica come <<pulsante e esplosiva, qualcosa che Kylie non ha mai fatto>>.
. Infatti molti furono i paragoni con le due cantanti entrambe australiane, entrambe cantanti disco-pop, ma la Valance si discosta da Kylie per lo stile proprio usato nel secondo album.
Sono uscite differenti versioni sia per il mercato europeo che asiatico. Le versioni asiatiche hanno due bonus track incluse ed è disponibile in entrambi i paesi, una versione con Dvd di tutti i videoclip della cantante.
Non ha forti riscontri commerciali, forse per il genere troppo poco commerciale e non adeguata promozione, vende nel mondo circa 300 000 copie.
Tuttavia i brani Curious e Roll Over non sono andai persi: Holly Valance si è esibita un paio di volte con Curious e ha fatto vari passaggi in radio e ottenendo un discreto successo fra i nuovi fan in rete mentre Roll Over è stato riproposto anche per il digital download e ha anche fatto vari passaggi in radio. Infatti si pensa che grazie a questi brani la cantante volle ritornare in studio.

## Tracce
| #   | Titolo             | Scrittore                       | Produttore                          | Durata |
| --- | ------------------ | ------------------------------- | ----------------------------------- | ------ |
| 1.  | Hypnotic           | Anderson, Greene, Lee           | Steve Anderson                      | 3:45   |
| 2.  | State of Mind      | Taylor, Taylor, Torch           | Mark Taylor                         | 3:20   |
| 3.  | Everything I Hate  | Valance, Peters                 | Peters & Peters                     | 3:27   |
| 4.  | Desire             | Phillips, Taylor, Taylor        | Mark Taylor                         | 3:37   |
| 5.  | Curious            | Bremner, Greene, Anderson, Lee  | Steve Anderson                      | 3:10   |
| 6.  | Ricochets          | Peters, Peters                  | Peters & Peters                     | 3:42   |
| 7.  | Roll Over          | Valance, Anderson, Lee          | Mark Taylor                         | 3:21   |
| 8.  | Tongue-Tied        | Valance, Peters                 | Peters & Peters                     | 4:03   |
| 9.  | Over 'n' Out       | Jeffries, Jaimes, Welton-Jaimes | Darran Bennett, Steve Welton-Jaimes | 3:12   |
| 10. | Somebody Out There | Peters, Peters                  | Peters & Peters                     | 3:58   |
| 11. | Action             | Valance, Nichols, Nowels        | Rick Nowles                         | 3:33   |
| 12. | Double Take        | Peters, Peters                  | Peters & Peters                     | 3:00   |

- Japanese edition

13. "Just Like Me" (Valance, Black, Crichton) - 3:33
14. "Please Please Me" (Valance, Craig Hardy, Jaimes, Mick Lister) - 3:31
- Bonus DVD

1. "Kiss Kiss"
2. "Down Boy"
3. "Naughty Girl"
4. "State of Mind"

## Classifiche
| Chart (2003)            | Peak position |
| ----------------------- | ------------- |
| Australian Albums Chart | 57            |
| Japanese Oricon Charts  | 12            |
| UK Albums Chart         | 60            |

| Chart      | Certification | Sales   |
| ---------- | ------------- | ------- |
| Japan RIAJ | Gold          | 100,425 |
| UK         | —             | 10,000+ |